# أحمد الحباسي
أحمد الحباسي دبلوماسي وسياسي تونسي، يُعد أول سفير لجمهورية تونس لدى دولة فلسطين.

## حياته
عمل سفيرًا لتونس لدى دولة فلسطين منذ عام 1999 وحتى 24 أكتوبر 2009.

## وفاته
تُوفي في 21 يونيو 2025. وقد نعاه الرئيس الفلسطيني محمود عباس ووزارة الخارجية الفلسطينية.